# Електричні музичні інструменти

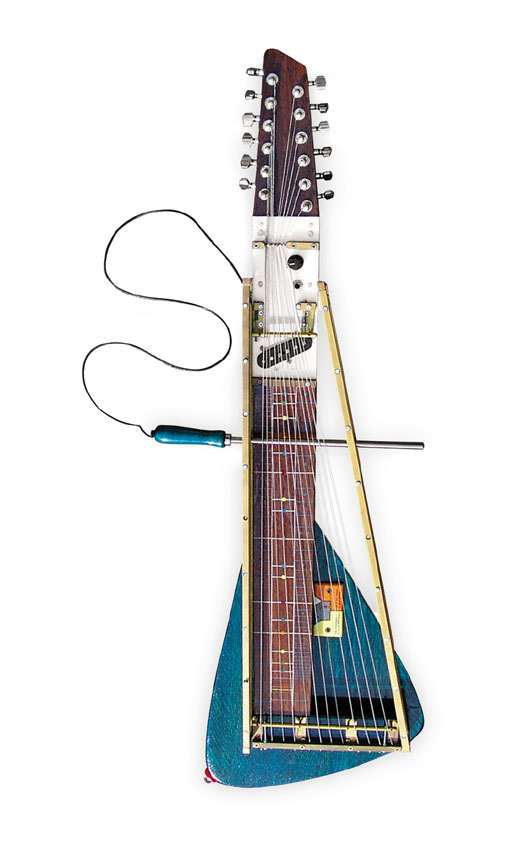
Moodswinger, cytra elektryczna, 2006, Yuri Landman

Електричні музичні інструменти — різновид електромузичних інструментів, в яких енергія звичайного акустичного джерела звуку (наприклад струни) перетворюється в електричну спеціальним звукознімачем — датчиком, який вмонтовано у сам інструмент. Електричні музичні інструменти не слід плутати з електронними, у яких звукові коливання формуються електрогенераторами.
Традиційними видами електромеханічних інструментів є розроблені у 1950-х роках електрогітари та бас-гітари, причому остання не має аналогів серед акустичних інструментів. У 1980-ті роки з'явилося багато конструкцій звукознімачів для різних струнних та духових інструментів, проте традиційно до електромеханічних відносять лише ті інструменти, використання яких без електричного підсилення не уявляється можливим. Також поширені є електрифіковані клавішні струнні — електропіаніно та клавінет.
Подібність електричних інструментів до акустичних полягає у способі гри та джерелі коливань. Проте електричні інструменти відрізняються своєю будовою — резонансні елементи, що відповідають за підсилення, а частково і тембр звуку, замінені різного роду перетворювачами механічних коливань в електричні. Подібно до електронних інструментів, для звучання інструменту необхідні підсилювач і динамік, а тембр звуку може регулюватися засобами електроніки.